# Salvatierra de Tormes
Salvatierra de Tormes és un municipi de la província de Salamanca a la comunitat autònoma de Castella i Lleó.

## Demografia
| 1991 | 1996 | 2001 | 2004 |
| ---- | ---- | ---- | ---- |
| 75   | 64   | 68   | 67   |

## Personatges il·lustres
- Filiberto Villalobos, metge i diputat durant la Segona República Espanyola.